# HMS Imogen (D44)
Pour les autres navires du même nom, voir HMS Imogen.
Le HMS Imogen est un destroyer de classe I construit pour la Royal Navy à la fin des années 1930.
Sa quille est posée le 18 janvier 1936 au chantier naval Hawthorn Leslie and Company de Hebburn, en Angleterre. Il est lancé le 30 octobre 1936 et mis en service le 2 juin 1937. Près d'un mois plus tard, il est sous le commandement du commander Eric Barry Kenvyn Stevens.

## Historique
À sa mise en service, l'Imogen est affecté à la 3e flottille de destroyers de la flotte méditerranéenne en rejoignant Malte comme port d'attache. Transféré à Gibraltar pendant la guerre civile, il patrouille dans les eaux espagnoles pour appliquer les politiques du Comité de non-intervention en 1938. Le navire est brièvement réaménagé à Malte du 17 octobre au 28 novembre 1938 et une seconde fois en août 1939 chantier naval de Sheerness.
L'Imogen retourne en Méditerranée le 3 septembre, avant de faire demi-tour et rejoindre le commandement des atterrages occidentaux pour des tâches d'escorte de convoi deux jours plus tard. Après le début de la Seconde Guerre mondiale, le navire est transféré dans la Home Fleet. En compagnie de son sister-ship Ilex, il coule le sous-marin allemand U-42 le 13 octobre après que le sous-marin ait tenté de couler le cargo SS Stonepool. Lors de sa mission d'escorte jusqu'à Barry, l'Imogen sauve des survivants des navires Louisiane et Bretagne. Réaménagé à Liverpool entre le 20 octobre et le 7 novembre, le navire vient au secours du cuirassé Barham, torpillé par l'U-30 au large de Lewis le 28 décembre.
En compagnie de son sister-ship Inglefield et du destroyer Escort, l'Imogen coule l'U-63 après avoir été repéré par le sous-marin britannique Rorqual le 25 février 1942. Participant à la campagne norvégienne, le navire recherche, sans succès, des navires allemands, avant d'escorter des navires de la Home Fleet et des transports de troupes acheminant des unités de l'armée norvégienne de Kirkenes à Alta et Sjøvegan, à la mi-avril. À la mi-juin, il escorte le porte-avions Illustrious aux Bermudes pour sa mise en condition. Dans la nuit du 16 juillet, dans un épais brouillard, l'Imogen entre en collision avec le croiseur léger Glasgow au large de Duncansby Head, alors qu'il se dirigeait vers Scapa Flow. Gravement endommagé, le navire prend feu et coule à la position 58° 34′ N, 2° 54′ O. Le Glasgow sauve 10 officiers et 125 hommes ; 19 autres sont décédés dans cet accident.